# 水谷真人
水谷 真人（みずたに まさと、1967年8月12日 - ）は、大阪市出身の文芸批評家。

## 略歴
東京大学理学部物理学科卒業、大阪大学大学院言語文化研究科修士課程修了。1999年、「批評と文芸批評と」が第42回群像新人文学賞評論部門の優秀作に選ばれる。
理論的な批評に現代性が加わり、一部に根強い読者を持っている。

## 主な評論
- 批評と文芸批評と(「群像」1999年6月）
- 孤独という制度（「異邦人」論、「群像」1999年12月）
- 批評の共同体意識について（「早稲田文学」2001年5月）
- 「歴史について」再考（ 小林秀雄再読第１回、「早稲田文学」2001年9月）
- 雑種性への意志––野坂昭如論ノート（「早稲田文学」2001年11月）
- コメンタリオルス試論（連載第8回まで、「早稲田文学」2002年3月～）
- 「当座のところ殺さない力」に関するいくつかの見解（「早稲田文学」2008年春）
- 「形」という倫理（「越知保夫全作品」書評、「三田文学」2010年秋）
- 1977年の文芸時評（岩波書店「文学」2016年5・6月）
- 「近代文学」について（「note」2024年5月24日）

## 著書
- 「批評と文芸批評と--小林秀雄『感想』の周辺」(試論社、2007年）
- 「名作はこのように始まるⅡ」（分担執筆：アルベール・カミュ「異邦人」を担当、ミネルヴァ書房、2008年）
- 「暴力への時間　小説への力学--初期遠藤周作の方法について」（試論社、2010年）